# Nordmarsch
Nordmarsch war eine Hallig in Nordfriesland, die bis 1869 durch Dammbauten, Lahnungen und natürlichen Anwuchs mit der Hallig Langeneß (sowie der kleineren Hallig Butwehl) zusammengewachsen ist. Entsprechend lautete der ursprüngliche Name der zusammengewachsenen, neuen Hallig Nordmarsch-Langeneß. Vorher war Nordmarsch durch das Ley von Langeneß und Butwehl getrennt.

## Geographie
1941 wurde die bis dahin selbstständige Gemeinde Nordmarsch mit einer Fläche von 566 Hektar ebenso wie die Gemeinde Oland nach Langeneß eingemeindet (Butwehl gehörte bereits seit 1666 zu Langeneß). Die Kirchengemeinde von Nordmarsch dagegen wurde bereits 1838 mit der von Langeneß vereinigt (die Kirchengemeinde Langeneß mit Butwehl wurde 1725 begründet, vorher gehörte Langeneß zu Oland und Butwehl zu Gröde). Der Nordmarscher Friedhof auf der Kirchhofswarft besteht bis heute. Vor der Errichtung der Kirchengemeinde Nordmarsch im 17. Jahrhundert waren die Bewohner nach Föhr eingepfarrt.
Im Gemeindelexikon für die Provinz Schleswig-Holstein des königlich preußischen Statistischen Landesamtes von 1908 (zur Volkszählung 1905) wurde die Gemeinde Nordmarsch mit einer Fläche von 509,6 Hektar aufgeführt. Die Einwohnerzahl zur Volkszählung 1905 betrug nur 93. Zur letzten Volkszählung vom 25. Mai 1987 addierte sich die Bevölkerung der sechs bewohnten Warften der früheren Hallig auf nur noch 44:
- Mayenswarf (12)
- Norderhörn (11)
- Hilligenley (9)
- Rixwarf (5)
- Kirchhofswarf (4)
- Süderhörn (3)

Die Warften Alte Peterswarf (mit dem Leuchtturm Nordmarsch), Neupeterswarf (verlassen seit der Sturmflut von 1962), Treuberg und Halge Huus sind unbewohnt.
Auf der Rixwarf befindet sich das Nationalpark-Infozentrum von Langeneß.
Zwei bis drei Kilometer westlich der früheren Hallig, auf halbem Weg nach Wittdün auf der Insel Amrum, liegt die Wattfläche Schweinsrücken, die einen gewissen Schutz gegen Sturmfluten bietet.

## Leuchtturm
1902 wurde am westlichen Ende der Hallig ein Leuchtturm gebaut und nach ihr benannt. Er ist der einzige Leuchtturm auf Langeneß und auch als Leuchtturm Langeneß bekannt. Der Turm befindet sich auf der nicht mehr bewohnten alten Peterswarft. Im Jahr 1916 wurde der Leuchtturm durch eine Seemine stark beschädigt, so dass er Risse bekam und schief stand. Diese Schäden wurden erst 1953 durch eine Mauerwerksummantelung teilweise behoben; die Schiefstellung konnte nicht ganz beseitigt werden.
Die Bauwerkshöhe beträgt 11,5 m, die Feuerhöhe 13 m über MTHW. Das Leuchtfeuer dient als Leit- und Quermarkenfeuer für das Fahrwasser Süderaue und hat eine Tragweite von 14,7 sm (weiß), 11,6 sm (rot) und 10,5 sm (grün). Der Turm steht unter Denkmalschutz und wird offiziell durch das zuständige Wasserstraßen- und Schifffahrtsamt Tönning als Leuchtfeuer Nordmarsch bezeichnet.

## Bilder und Karten

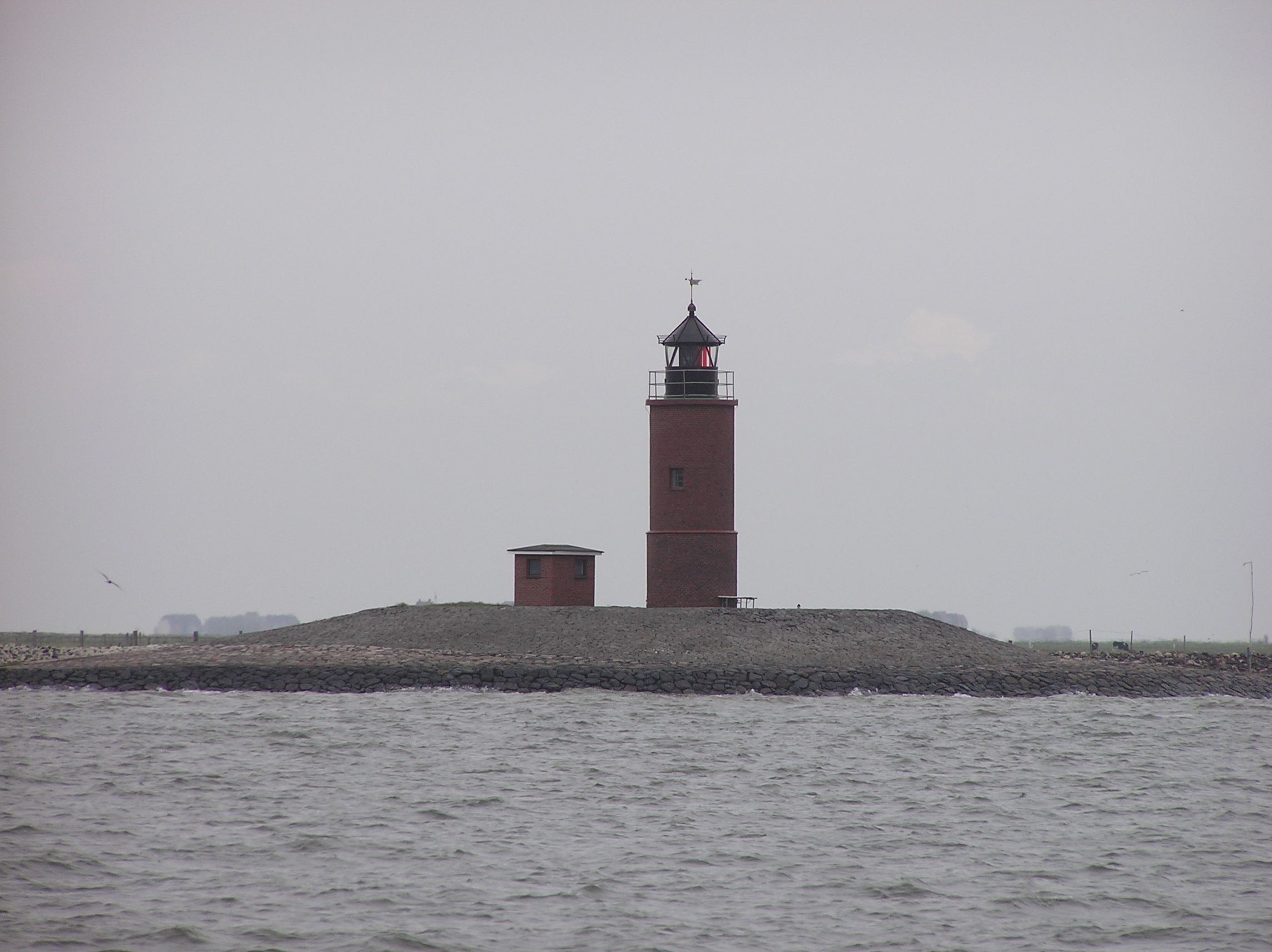
Leuchtturm Nordmarsch auf der Alten Peterswarf vom Meer (Westen) aus
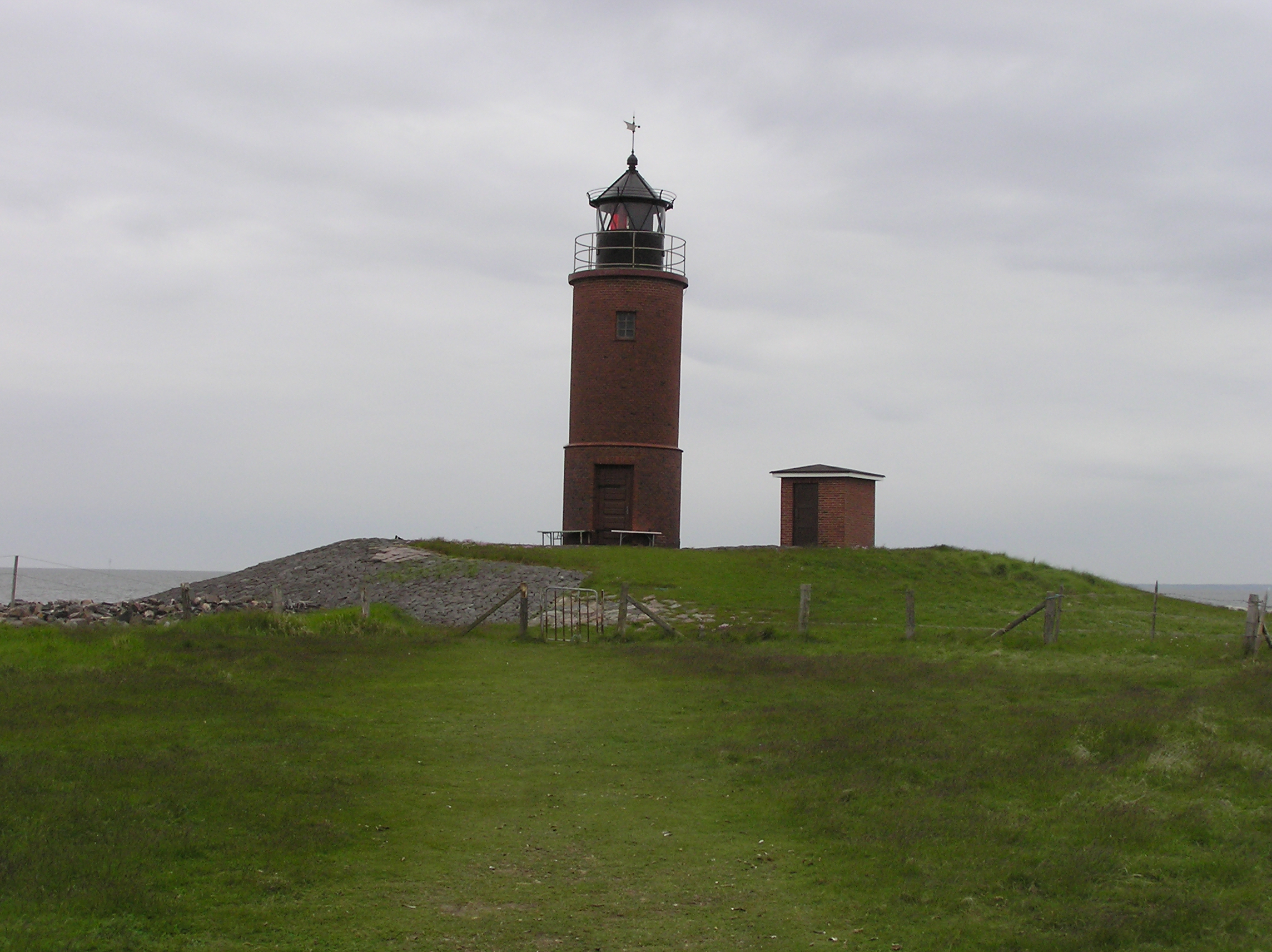
Leuchtturm Nordmarsch von Osten
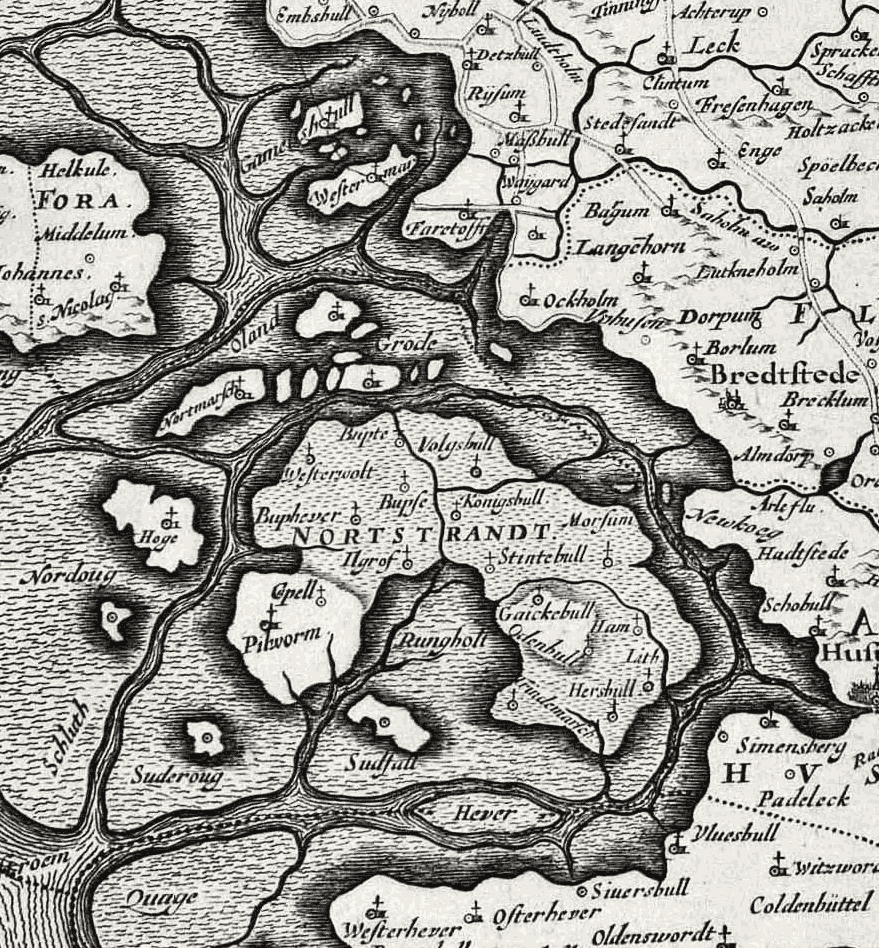
Halligenkarte von 1650
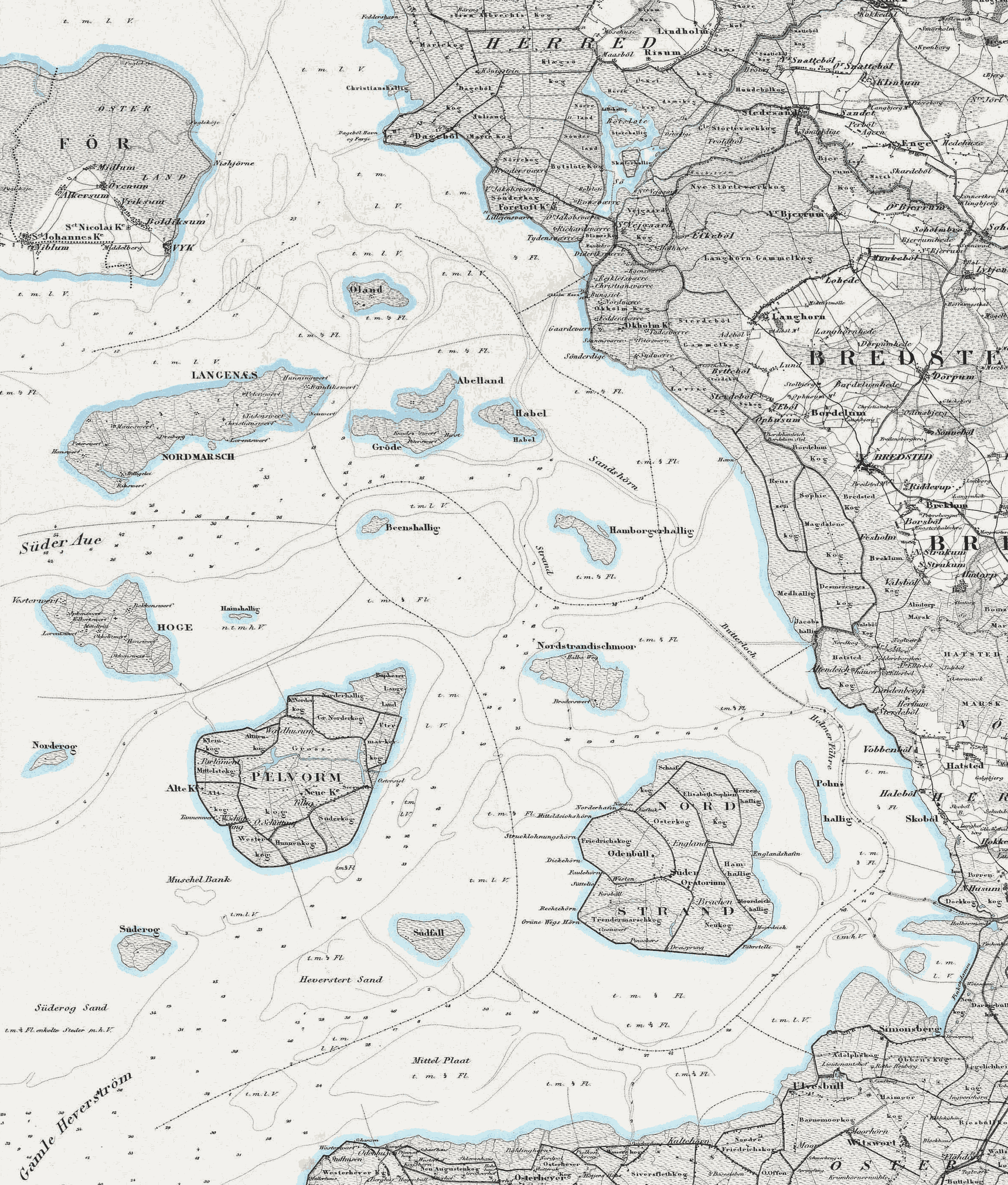
Halligenkarte von 1858
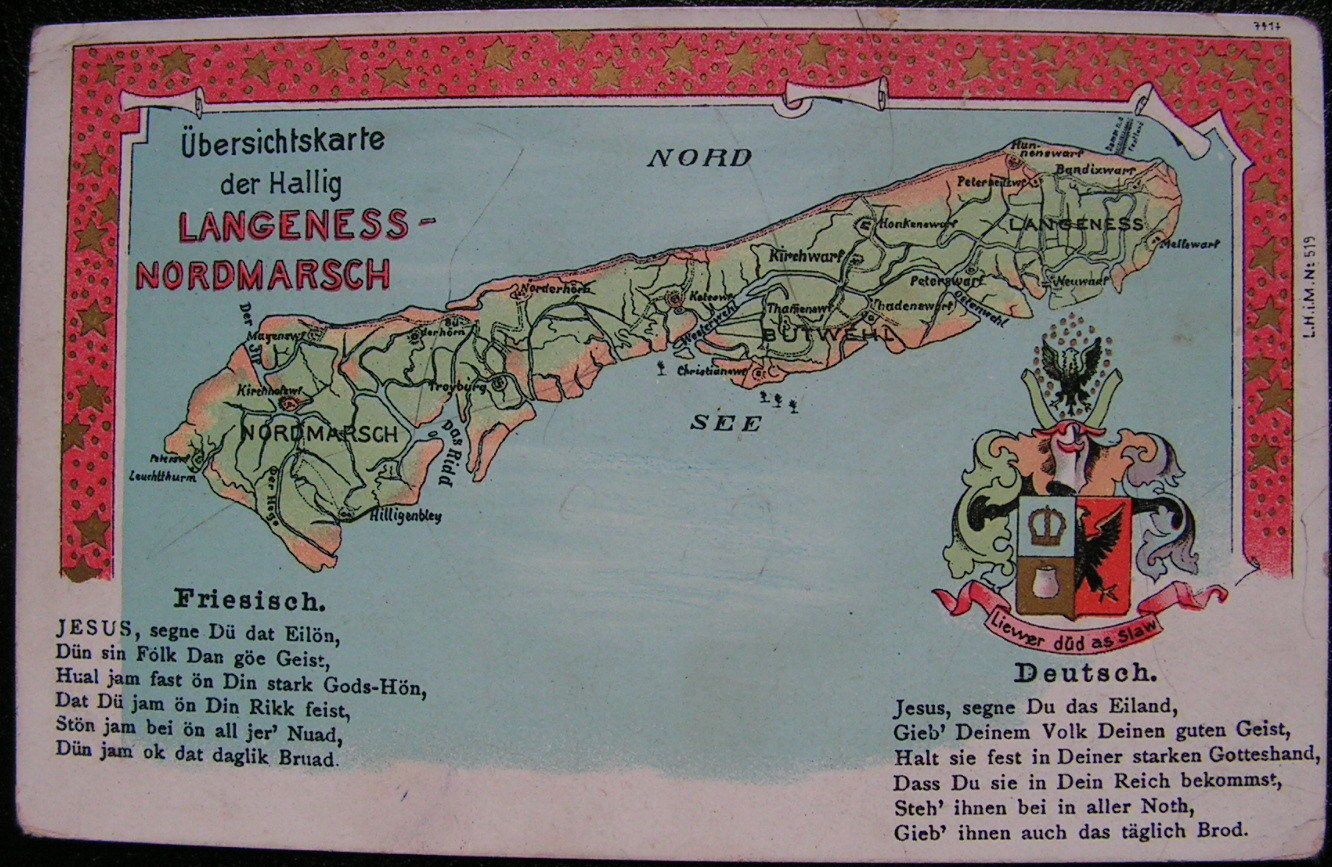
Alte Postkarte (ca. 1910)